# مارتین هیز (بازیکن فوتبال)
مارتین هیز (انگلیسی: Martin Hayes؛ زادهٔ ۲۱ مارس ۱۹۶۶) یک بازیکن فوتبال است.